# Wolf-Dieter Hauschild (Theologe)
Wolf-Dieter Hauschild (* 7. August 1941 in Lübeck; † 17. März 2010 in Münster) war ein deutscher evangelischer Theologe, sein Fachgebiet war die Kirchengeschichte mit Schwerpunkt Alte Kirche.

## Leben
Wolf-Dieter Hauschild war der Sohn des Pastors am Lübecker Dom Arno Hauschild (gefallen 1943). Er besuchte das Katharineum zu Lübeck bis zum Abitur 1961 und studierte danach Evangelische Theologie an den Universitäten Göttingen, Tübingen und Hamburg. 1967 wurde er mit einer von Georg Kretschmar betreuten Dissertation zum Thema Die Pneumatomachen. Eine Untersuchung zur Dogmengeschichte des 4. Jh. zum Dr. theol. promoviert. 1968 erfolgte seine Ordination zum Pastor der Evangelisch-Lutherischen Kirche in Lübeck. Seine Habilitationsschrift Gottes Geist und der Mensch zur frühchristlichen Pneumatologie legte er 1971 in München vor.
Hauschild war bis 1974 Privatdozent in München, von 1974 bis 1977 Oberkirchenrat im Kirchenamt der EKD in Hannover, von 1977 bis 1982 Professor in München und anschließend von 1982 bis 1984 in Osnabrück. 1984 wurde er zum Professor an die Evangelisch-Theologische Fakultät der Westfälischen Wilhelms-Universität in Münster berufen.
Nach seiner Emeritierung leitete er dort noch die „Forschungsstelle Gregor von Nyssa“ und die „Patristische Arbeitsstelle Münster“. Hauschild wurde 1997 zum ordentlichen Mitglied der Klasse für Geisteswissenschaften der Nordrhein-Westfälischen Akademie der Wissenschaften und der Künste gewählt.
Neben seinen patristischen Studien und den Studien zur kirchlichen Zeitgeschichte beschäftigte er sich intensiv mit der Erforschung der Kirchengeschichte seiner Heimatstadt Lübeck.

## Werke (Auswahl)
- Kirchengeschichte Lübecks. Christentum und Bürgertum in neun Jahrhunderten Lübeck: Schmidt-Römhild 1981. ISBN 3-7950-2500-1
- Konfliktgemeinschaft Kirche: Aufsätze zur Geschichte der Evangelischen Kirche in Deutschland. Vandenhoeck und Ruprecht, Göttingen 2004. ISBN 3-525-55740-X
- Pneumatologie in der Alten Kirche. Lang, Berlin 2004. ISBN 3-906768-73-2
- Lehrbuch der Kirchen- und Dogmengeschichte. 1. Band: Alte Kirche und Mittelalter. Gütersloher Verlagshaus, 3. Auflage Mai 2007, ISBN 3579000934
- Lehrbuch der Kirchen- und Dogmengeschichte. 2. Band: Reformation und Neuzeit. Gütersloher Verlagshaus, 3. Auflage Juli 2005, ISBN 3579000942